# Лунга (Ковасна)
Лунга (рум. Lunga) — село у повіті Ковасна в Румунії. Адміністративно підпорядковане місту Тиргу-Секуєск.
Село розташоване на відстані 173 км на північ від Бухареста, 34 км на північний схід від Сфинту-Георге, 58 км на північний схід від Брашова.

## Населення
За даними перепису населення 2002 року у селі проживали 1578 осіб.
Національний склад населення села:
| Мова      | Кількість осіб | Відсоток |
| --------- | -------------- | -------- |
| угорська  | 1551           | 98,3%    |
| румунська | 25             | 1,6%     |

| Румунія | Це незавершена стаття з географії Румунії. Ви можете допомогти проєкту, виправивши або дописавши її. |